# Порохові гази
Порохові гази — високотемпературні гази, що утворюються в результаті згоряння порохового заряду в набої стрілецької зброї, артилерійському снаряді, ракеті, тощо, — які саме і є рушієм бойової частини набою (кулі, голівки снаряда, ракети) від виходу з каналу ствола чи напрямної ракети до цілі стрільби.
При пострілі за надкороткий термін у 0,0012 с згорає пороховий заряд масою 1,6 г, що спричиняє створення до 1,6 л газів, що по об'єму приблизно у 1000 разів більше, ніж було вибухової речовини до пострілу. Температура порохових газів досягає в ході пострілу 2500-3000 °C.

## Дія порохових газів в ході здійснення пострілу

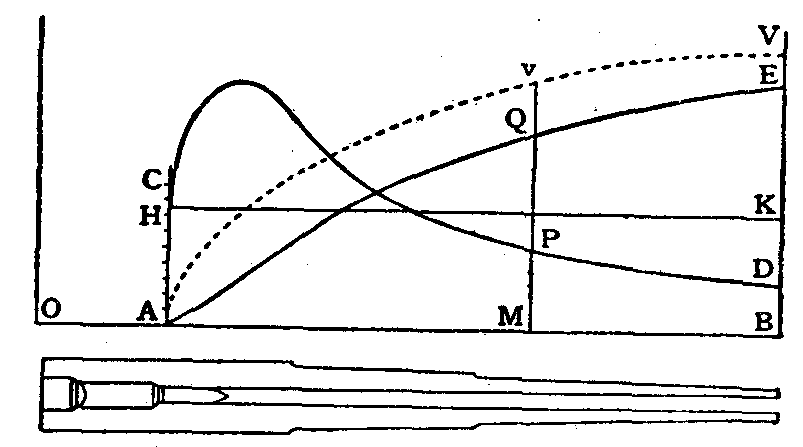
Швидкість кулі і тиск порохових газів в міру проходження каналу ствола

Отже, 1,6 г пороху в 0,0012 с створює 1,6 л порохових газів, які здатні на 415 мм ствола розігнати кулю масою 7,9 г до швидкості 715 м/с. Це дозволяє «відкинути» кулю на дальність 3100 м, при цьому прицільна дальність ефективно зберігається на 1000 м.
Дослідження свідчать, що до 25-35 % енергії, яка виділяється при згорянні порохового заряду, витрачається в ході пострілу на надання кулі поступального руху (основна робота); 15-25 % енергії — на виконання ряду другорядних робіт (врізання в нарізи ствола та подолання тертя кулі при русі по каналу ствола; нагрівання стінок ствола, гільзи та кулі; переміщення рухомих частин (автоматики) зброї, газоподібної решти та незгорілої частини пороху); близько 40 % енергії не використовується корисно та втрачається після вильоту кулі з каналу ствола. Отже, при однаковій властивості певного виду пороху до виділення порохових газів, дальність стрільби буде залежати від маси кулі, довжини ствола і конструктивних особливостей зброї щодо зменшення кількості порохових газів, що не витрачаються на розгін кулі (наявність щілин між суміжними деталями, значна маса деталей автоматики, надмірна жорсткість зворотної пружини тощо).
На різних етапах проходження кулі по каналу ствола на неї діє створюваний пороховими газами тиск від 300 до 2800 кг / кв.см.
Характерним явищем, що характеризує роботу порохових газів, є відбій — рух зброї назад під дією реактивної тяги порохових газів, що спричиняє рух точки виходу з каналу ствола у напрямку назад — вгору.